# Moliets-et-Maâ
Moliets-et-Maâ (Occitaans: Moliets e Mar) is een gemeente in het Franse departement Landes (regio Nouvelle-Aquitaine) en telt 609 inwoners (1999). De plaats maakt deel uit van het arrondissement Dax.

## Geografie
De oppervlakte van Moliets-et-Maâ bedraagt 28,0 km², wat neerkomt op een bevolkingsdichtheid van 21,8 inwoners per km². De gemeente ontstond tussen 1790 en 1794 door de fusie van Moliets en Maâ.
Het noordwesten van de gemeente wordt tussen de Courant-d'Huchet en de Atlantische Oceaan ingenomen door het 10 km lange naaktstrand van Arnaoutchot waarvan het naturistencentrum in de noordelijke buurgemeente Vielle-Saint-Girons ligt.
De onderstaande kaart toont de ligging van Moliets-et-Maâ met de belangrijkste infrastructuur en aangrenzende gemeenten.

## Demografie
Onderstaande figuur toont het verloop van het inwonertal (bron: INSEE-tellingen).